# 汤池镇 (庐江县)
汤池镇，是中华人民共和国安徽省合肥市庐江县下辖的一个乡镇级行政单位。

## 行政区划
汤池镇下辖以下地区：
东汤池社区、汤池村、双墩村、中份村、松元村、凤凰村、三冲村、果树村、马槽村、大塘村、百花村、金冲村和石桥村。